# Муравьёв, Андрей Анатольевич
Андрей Анатольевич Муравьёв (26 октября 1974, Кемерово) — российский предприниматель, совладелец и топ-менеджер ряда крупных компаний.

## Биография
Андрей Муравьёв родился 26 октября 1974 года в городе Кемерово. Выпускник Кемеровского лицея № 62. Закончил заочное отделение экономического факультета Кемеровского государственного технического университета (1997 г., специальность «Бухучёт и аудит»), бизнес-школу Университета Сан-Франциско (1998 г., специальность «Финансы»).

## Карьера
Вернувшись в Россию, занял пост заместителя генерального директора по экономике и финансам в ЗАО «Трансуголь» (Москва, 1999—2000 гг.). В 2002—2003 году возглавлял Департамент лицензирования администрации Кемеровской области. После ухода с госслужбы занял должность вице-президента в финансово-промышленном союзе «Сибконкорд», где работал в 2002—2003 годах. Был соучредителем и президентом холдинга «Сибирский цемент», а также ряда других крупных компаний.
В настоящее время входит в состав Совета директоров РКК «Энергия».
В августе 2008 года учредил и возглавил инвестиционный фонд «Парус кэпитал лимитед», став президентом компании. Через этот фонд инвестирует в агробизнес, в IT-сектор, в недвижимость и строит новые заводы.
В 2008 году журнал «Финанс» оценил личное состояние Андрея Муравьёва в 3,7 млрд руб. В феврале 2011 года его капитал оценивался в 290 млн долларов.

## Предпринимательская деятельность

### ООО «СПИК»
В 2000 году Андрей Муравьёв стал соучредителем и возглавил ООО «Сибирская промышленная инвестиционная компания»(ООО «СПИК»).
В поле зрения общественности и прессы компания впервые попала в 2012 году в связи с судебными разбирательствами с холдинговой компанией «Сибирский цемент» по поводу невозврата холдингу крупного займа. Сумма в 30 млн.рублей была переведена со счетов «Сибирского цемента» на счёта ООО «СПИК» в июне 2007 года. На тот момент Андрей Муравьёв занимал пост президента «Сибцема», а ещё один соучредитель ООО «СПИК» Андрей Кириков являлся членом совета директоров. В апреле 2012 года Арбитражный суд Кемеровской области принял решение взыскать задолженность с ООО «СПИК» в пользу ООО «Топкинский цемент» (дочерняя компания «Сибцема») вместе с пенями и неустойками на общую сумму 38,5 млн.рублей.

### Холдинг «Сибирский цемент»
В 2004 году А. Муравьёв выступил одним из соучредителей компании «Сибирский цемент», где в течение 4 лет (до 2008 года) занимал пост президента. В этот период компания объединила имеющиеся на сегодняшний день цементные активы, существенно вложилась в их модернизацию, вывела акции холдинга на биржу. Также Муравьёву удалось выстроить в холдинге эффективную систему продаж. К середине 2008 года «Сибцем» занимал 2 место по производству цемента в РФ и считался одной из самых эффективных компаний в отрасли (с доходностью до 53 % в год). По оценке журнала «Эксперт», капитализация компании в определённый момент достигла 5,7 млрд долларов. «Эксперт» пишет, что на тот момент это была «самая дорогая цементная компания в мире».
От оперативного управления компанией Муравьёв отошёл в августе 2008 года, покинув пост президента. Причины ухода СМИ объясняли разногласиями с председателем совета директоров «Сибцема» Олегом Шарыкиным по поводу сделки на 476 млн.евро по приобретению турецких активов компании Italcementi. В мае 2008 года, был заключён договор, и «Сибцем» перечислил продавцам (французской дочерней фирме Italcementi) задаток в 50 млн евро. Однако завершающий этап сделки не состоялся, и к ноябрю договор был расторгнут. В начале 2009 года представители основного акционера «Сибирского цемента» — ООО "ФПС «Сибконкорд» — обратились в суд, заявив, что сделка совершалась без должного корпоративного одобрения и потому считается недействительной. Далее холдинг начал борьбу за возврат задатка, которая по состоянию на февраль 2016 года не завершена и остаётся предметом судебных разбирательств.
Летом 2012 года «Сибирский цемент» сообщил о масштабной аудиторской проверке, которая была проведена после ухода Муравьёва из холдинга. Как утверждали представители «Сибцема», она показала, что общая сумма задолженности вместе с пенями и неустойками по состоянию на август 2012 года составляла около 140 млн.рублей.
Однако суд отказал холдингу в удовлетворении поданного иска в связи с истечением срока давности.

### ОАО «РТМ»
Осенью 2008 года Муравьёв приобрёл мажоритарный (около 42 %) пакет акций компании «РТМ», а в декабре 2008 года был избран председателем совета директоров. Генеральным директором компании стал бывший вице-президент «Сибцема» по экономике и финансам С. Храпунов.
По итогам первого полугодия 2008 года, по оценке компании Colliers International, рыночная стоимость портфеля объектов ОАО «РТМ» составляла 983,4 млн долларов США.
К июню 2009 года стоимость активов упала до 350—400 млн долларов США в связи с кризисным падением цен на недвижимость и землю, а долговая нагрузка выросла с 486 млн до 530 млн долларов США.
В июле 2009 года «РТМ» инициировала процедуру банкротства. Осенью 2011 года в компании было введено конкурсное производство.
Летом 2012 года компания ООО «Инвестиционные Фонды» обвинили собственников ОАО «РТМ» в невыплате долгов. Утверждалось, что на протяжении 2008—2011 годов из ОАО «РТМ» и его дочерних обществ было выведено примерно $100 млн.. Кроме того, руководство «РТМ» обвинили в умышленном невозврате займов крупнейшим банкам, в числе которых — Сбербанк, Внешэкономбанк, «Юниаструм-Банк», «Альфа-Банк». Однако все обязательства возникли задолго до прихода Муравьёва.

### Инвестиционные фонды Parus Capital и Run Capital
Создавая в 2008 году инвестиционный фонд «Parus Capital», Муравьёв пригласил в партнёры известного инвестиционного банкира Бориса Синегубко, ранее 17 лет работавшего в банке UBS. Фонд ориентирован на российские ценные бумаги, которые, по мнению Муравьёва, недооценены зарубежными портфельными инвесторами. Муравьёв утверждает, что начав c 30 млн долларов 2008 году в 2012 фонд располагает активами в 50 млн долларов США без дополнительного внешнего финансирования с ростом в 2012 году в размере 19 %. По утверждению совладельцев фонда, они располагают потенциальными ресурсами ещё на 150 млн долларов — как собственных так и заёмных средств.
В 2009 году на базе ресурсов фонда была создана компания Parus Agro Group, специализирующаяся на растениеводстве, владеющая около 95 тысяч гектаров пашни в Краснодарском крае. В структуру компании входят торговые и логистические компании и элеваторные мощности на 290 тысяч тонн единовременного хранения. Деньги фонда вложены также в компанию QIWI, а также в строительство недвижимости. Муравьёв построил в 2010 году в Кемеровской области единственный в России завод по переработке и восстановлению крупногабаритных шин «Экопромсервис» и создал «Объединённую водную компанию в Пятигорске „по добыче и розливу минеральных вод“».
В 2014 году вместе с другими совладельцами компании QIWI Андрей Муравьёв стал учредителем нового инвестфонда Run Capital. Фонда рассчитан на инвестиции в стартапы. Размер фонда — 30 млн долларов США.

## Награды
Награждён медалями «За особый вклад в развитие Кузбасса» 3-й степени, «За веру в добро» и знаком отличия «Национальное достояние».
Награждён почётной грамотой администрации Кемеровской области «За большой вклад в создание единой системы лицензирования на территории области».

## Личная жизнь
В 1993—1998 г. жил и работал в США.
Женат, имеет двух сыновей.